# Зеленоглава тангара
Зеленоглавата тангара (Tangara seledon) е вид птица от семейство Тангарови (Thraupidae).

## Разпространение
Видът е разпространен в Аржентина, Бразилия и Парагвай.